# Abel-csoport
Az Abel-csoport vagy kommutatív csoport az olyan csoportok neve a matematikában, amelyekben a csoportművelet kommutatív.
Az Abel-csoportokat Niels Henrik Abel norvég matematikusról nevezték el.
Az Abel-csoportok esetén általában az additív jelölésmódot alkalmazzuk, azaz a művelet jele szorzás helyett összeadás és az egységelem neve nullelem, jele: 0. Ismételt összeadás esetén a szokásos rövidítést alkalmazzuk: x + x + x = 3x.

## Példák
Minden ciklikus csoport kommutatív, mert bennük a csoportművelet visszavezethető az egész számok fölötti összeadásra: x+y = ma+na = (m + n)a = (n + m)a = na+ma = y+x (ez a multiplikatív jelöléssel így nézne ki: xy = aman = am + n = an + m = anam = yx).
További fontos példák Z, az egész számok additív csoportja, Q, a racionális számok additív csoportja, tehát az összeadással, mint művelettel.
Adott p prímszámra a {\displaystyle Z_{p^{\infty }}} Prüfer-csoportot vagy kváziciklikus csoportot a következőképpen képezzük. Elemei azon komplex egységgyökök, amelyek rendje p valamelyik hatványa, a művelet a szorzás.
A valós és komplex számok az összeadásra nézve, és a nemnulla valós és komplex számok a szorzásra nézve kommutatív csoportot (Abel-csoportot) alkotnak.

## Tulajdonságok
Egy Abel-csoport minden részcsoportja egyben normálosztó is.
Kommutatív csoportok részcsoportjai, faktorcsoportjai és direkt összegei is kommutatívak. Ha G és H kommutatív csoport, akkor Hom(G, H), a G-ről H-ra való homomorfizmusok halmaza is kommutatív csoport.

## Véges Abel-csoportok
A véges Abel-csoportok alaptétele szerint minden véges Abel-csoport egyértelműen felbontható prímhatványrendű ciklikus csoportok direkt szorzatára. A tétel általánosítható a végesen generált Abel-csoportokra.
Véges Abel-csoportokra vonatkozó tétel Hajós tétele: egy véges Abel-csoport {\displaystyle \{1,x,\dots ,x^{n}\}} alakú részhalmazainak komplexusszorzata olyan, hogy a csoport minden eleme pontosan egyféleképpen áll elő szorzatként, akkor valamelyik tényező csoport.
Véges Abel-csoportok minden irreducibilis reprezentációja egydimenziós (azaz a reprezentáció és a karakter ugyanaz). A duális csoport elemei az {\displaystyle x\mapsto gx} alakú függvények lesznek, azaz a duális csoport izomorf az eredeti csoporttal.

## Végtelen Abel-csoportok

### Osztható csoportok
Egy Abel-csoport osztható csoport, ha minden x elemre és minden n > 1 természetes számra van olyan y elem, amire ny = x teljesül. Ilyen például a racionális számok Q csoportja.
Minden Abel-csoport osztható csoportba ágyazható. Minden osztható csoport előáll a racionális számok csoportja példányainak és kváziciklikus csoportok direkt szorzataként.